# Виноград на муніципальних та земельних гербах України
Цей список містить у собі перелік муніципальних та земельних гербів України на яких є виноград. Виноград у значенні геральдичної мови — це один з найдавніших символів родючості та достатку, а також життєвої сили та життєрадісності, виноградна лоза одночасно є символом осілості. У біблійній емблематиці виноград символізує націю, а виноградна лоза є символом християнства.
У списку представлені муніципальні та земельні герби України з 1991 року.

## Муніципальні герби з виноградом
Легенда таблиці:
- Герб = зображення герба.
- Статус = місто, селище міського типу (містечко), село.
- Назва = назва населеного пункту.
- Район = розташування відповідно району.
- Область = розташування відповідно області.
- Примітки = коментарі та додаткова інформація.

| Герб | Статус   | Назва                  | Район                        | Область                   | Примітки |
| ---- | -------- | ---------------------- | ---------------------------- | ------------------------- | -------- |
|      | місто    | Винники                | Львівський район             | Львівська область         |          |
|      | містечко | Підбуж                 | Дрогобицький район           | Львівська область         |          |
|      | місто    | Могилів-Подільський    | Могилів-Подільський район    | Вінницька область         |          |
|      | містечко | Березанка              | Березанський район           | Миколаївська область      |          |
|      | містечко | Доманівка              | Вознесенський район          | Миколаївська область      |          |
|      | місто    | Виноградів             | Берегівський район           | Закарпатська область      |          |
|      | місто    | Ужгород                | Ужгородський район           | Закарпатська область      |          |
|      | місто    | Нова Каховка           | Каховський район             | Херсонська область        |          |
|      | містечко | Дніпряни               | Каховський район             | Херсонська область        |          |
|      | містечко | Козацьке               | Бериславський район          | Херсонська область        |          |
|      | містечко | Горностаївка           | Каховський район             | Херсонська область        |          |
|      | місто    | Рені                   | Ізмаїльський район           | Одеська область           |          |
|      | село     | Виноградне             | Болградський район           | Одеська область           |          |
|      | містечко | Коктебель              | Феодосійська міська рада     | Автономна Республіка Крим | .        |
|      | місто    | Феодосія               | Феодосійська міська рада     | Автономна Республіка Крим | [ 1 ]    |
|      | село     | Ярке Поле              | Кіровський район             | Автономна Республіка Крим | [ 1 ]    |
|      | село     | Коблеве                | Миколаївський район          | Миколаївська область      |          |
|      | місто    | Білгород-Дністровський | Білгород-Дністровський район | Одеська область           |          |
|      | містечко | Затока                 | Білгород-Дністровський район | Одеська область           |          |
|      | село     | Шабо                   | Білгород-Дністровський район | Одеська область           |          |
|      | село     | Берегуйфалу            | Берегівський район           | Закарпатська область      |          |
|      | село     | Виноградне             | Маріупольська міська громада | Донецька область          | .        |
|      | село     | Лиман                  | Білгород-Дністровський район | Одеська область           |          |
|      | село     | Бене                   | Берегівський район           | Закарпатська область      |          |
|      | село     | Четфалва               | Берегівський район           | Закарпатська область      |          |
|      | село     | Боржава                | Берегівський район           | Закарпатська область      |          |
|      | село     | Мужієво                | Берегівський район           | Закарпатська область      |          |
|      | село     | Кідьош                 | Берегівський район           | Закарпатська область      |          |
|      | село     | Дийда                  | Берегівський район           | Закарпатська область      |          |
|      | село     | Неветленфолу           | Берегівський район           | Закарпатська область      |          |
|      | село     | Чепа                   | Берегівський район           | Закарпатська область      |          |
|      | село     | Великі Ком'яти         | Берегівський район           | Закарпатська область      |          |
|      | місто    | Інкерман               | Севастопольська міська рада  | Севастополь               |          |
|      | місто    | Арциз                  | Болградський район           | Одеська область           |          |
|      | місто    | Чугуїв                 | Чугуївський район            | Харківська область        |          |
|      | село     | Верхньосадове          | Нахімовський район           | Севастополь               |          |
|      | село     | Піонерське             | Маріупольська міська громада | Донецька область          | [ 2 ]    |
|      | село     | Владичень              | Болградський район           | Одеська область           |          |
|      | село     | Табаки                 | Болградський район           | Одеська область           |          |
|      | село     | Калчева                | Болградський район           | Одеська область           |          |
|      | село     | Великодолинське        | Одеський район               | Одеська область           |          |
|      | містечко | Овідіополь             | Одеський район               | Одеська область           |          |
|      | село     | Задунаївка             | Болградський район           | Одеська область           |          |
|      | село     | Веселий Кут            | Болградський район           | Одеська область           |          |
|      | село     | Крутоярівка            | Білгород-Дністровський район | Одеська область           |          |
|      | село     | Зміївка                | Бериславський район          | Одеська область           |          |
|      | село     | Кубей                  | Болградський район           | Одеська область           |          |
|      | село     | Голиця                 | Болградський район           | Одеська область           |          |
|      | село     | Главані                | Болградський район           | Одеська область           |          |
|      | село     | Надія                  | Болградський район           | Одеська область           |          |
|      | село     | Нова Іванівка          | Болградський район           | Одеська область           |          |
|      | село     | Нові Каплани           | Болградський район           | Одеська область           |          |
|      | містечко | Ялта                   | Маріупольський район         | Донецька область          |          |
|      | місто    | Саки                   | Сакський район               | Автономна Республіка Крим | [ 1 ]    |
|      | село     | Орлівка                | Ізмаїльський район           | Одеська область           |          |
|      | село     | Молодіжне              | Одеський район               | Одеська область           |          |
|      | село     | Ярок                   | Ужгородський район           | Закарпатська область      |          |
|      | село     | Городнє                | Болградський район           | Одеська область           |          |
|      | село     | Долинське              | Ізмаїльський район           | Одеська область           |          |
|      | село     | Плоске                 | Подільський район            | Одеська область           |          |
|      | містечко | Гурзуф                 | Ялтинська міська рада        | Автономна Республіка Крим | [ 1 ]    |
|      | місто    | Судак                  | Судацька міська рада         | Автономна Республіка Крим | [ 1 ]    |
|      | місто    | Ялта                   | Ялтинська міська рада        | Автономна Республіка Крим | [ 1 ]    |
|      | містечко | Масандра               | Ялтинська міська рада        | Автономна Республіка Крим | [ 1 ]    |
|      | містечко | Новий Світ             | Судацька міська рада         | Автономна Республіка Крим | [ 1 ]    |
|      | село     | Морське                | Судацька міська рада         | Автономна Республіка Крим | [ 1 ]    |
|      | місто    | Харків                 | Харківський район            | Харківська область        |          |
|      | село     | Кам'янка               | Славутський район            | Хмельницька область       |          |

## Земельні герби з виноградом
| Герб | Назва                        | Область                   | Примітки |
| ---- | ---------------------------- | ------------------------- | -------- |
|      | Веселинівський район         | Миколаївська область      | [ 3 ]    |
|      | Арцизький район              | Одеська область           | [ 3 ]    |
|      | Білгород-Дністровський район | Одеська область           |          |
|      | Тарутинський район           | Одеська область           | [ 3 ]    |
|      | Красногвардійський район     | Автономна Республіка Крим | [ 1 ]    |
|      | Ужгородський район           | Закарпатська область      |          |
|      | Ізюмський район              | Харківська область        |          |
|      | Баштанський район            | Миколаївська область      |          |
|      | Кривоозерський район         | Миколаївська область      | [ 3 ]    |
|      | Миколаївський район          | Миколаївська область      |          |
|      | Вознесенський район          | Миколаївська область      |          |
|      | Бахчисарайський район        | Автономна Республіка Крим | [ 1 ]    |
|      | Білогірський район           | Автономна Республіка Крим | [ 1 ]    |
|      | Бериславський район          | Херсонська область        |          |
|      | Білозерський район           | Автономна Республіка Крим | [ 1 ]    |
|      | Високопільський район        | Херсонська область        | [ 3 ]    |
|      | Голопристанський район       | Херсонська область        | [ 3 ]    |
|      | Олешківський район           | Херсонська область        | [ 3 ]    |
|      | Бобринецький район           | Кіровоградська область    | [ 3 ]    |
|      | Вільшанський район           | Кіровоградська область    | [ 3 ]    |
|      | Нижньогірський район         | Автономна Республіка Крим | [ 1 ]    |
|      | Сімферопольський район       | Автономна Республіка Крим | [ 1 ]    |
|      | Чорноморський район          | Автономна Республіка Крим | [ 1 ]    |
|      | Виноградівський район        | Закарпатська область      | [ 3 ]    |
|      | Іршавський район             | Закарпатська область      | [ 3 ]    |
|      | Болградський район           | Одеська область           |          |
|      | Ізмаїльський район           | Одеська область           |          |
|      | Лиманський район             | Одеська область           | [ 3 ]    |
|      | Любашівський район           | Одеська область           | [ 3 ]    |
|      | Овідіопольський район        | Одеська область           | [ 3 ]    |
|      | Окнянський район             | Одеська область           | [ 3 ]    |
|      | Ренійський район             | Одеська область           | [ 3 ]    |
|      | Роздільнянський район        | Одеська область           |          |
|      | Саратський район             | Одеська область           | [ 3 ]    |
|      | Татарбунарський район        | Одеська область           | [ 3 ]    |
|      | Берегівський район           | Закарпатська область      |          |